# Cerano d'Intelvi
Cerano d'Intelvi é uma comuna italiana da região da Lombardia, província de Como, com cerca de 502 habitantes. Estende-se por uma área de 5 km², tendo uma densidade populacional de 100 hab/km². Faz fronteira com Casasco d'Intelvi, Castiglione d'Intelvi, Dizzasco, San Fedele Intelvi, Schignano.

## Demografia
| Variação demográfica do município entre 1861 e 2011                               |
|                                                                                   |
| Fonte: Istituto Nazionale di Statistica (ISTAT) - Elaboração gráfica da Wikipedia |